# جنگ ایران و عراق از دیدگاه مطبوعات جهان
در این مقاله سعی شده‌است که جنگ ایران و عراق از دیدگاه مطبوعات منتشرشده در خارج از ایران و همزمان با جنگ بررسی و روایت شود.

## پیش از تهاجم عراق
- واشینگتن پست در تاریخ ۱۹۷۹/۱۲/۱۹: «عراق در حال انجام یک مانور زمینی در فاصله ۶۰ کیلومتری مرز فکه است. ارتش ایران که زمانی حرف اول را در منطقه می‌زد، امروز در نابسامانی و آشفتگی به سر می‌برد.»[۱]

- نیویورک تایمز در تاریخ۱۹۸۰/۱/۲۹:«سربازان ایرانی همچون زمان حکومت پهلوی، در طول مرز آبی مورد مناقشه مستقر شده‌اند و عراقی‌ها دورتر و بیشتر در اطراف بصره گرد آمده‌اند. سیاستمداران انتظار وقوع یک درگیری مهم را ندارند. بصره به‌عنوان مهمترین بندر عراق به عنوان نقطه بالقوه مشکل‌ساز شناخته می‌شود. این شهر یک و نیم میلیون نفری، مرکز شیعیان عراق است و ایرانیها درصدد تأثیرگذاری روی آن هستند.»[۲]
- واشینگتن پست در تاریخ۱۹۸۰/۴/۱۰:«دولت عراق درخواست کرد محمود دعایی، سفیر وقت ایران در عراق، فوراً از این کشور خارج شود. عراق مدعی است که وی اطلاعات غلطی از وضع داخلی عراق به رادیو دولتی ایران می‌دهد.[۳]
- کریستین ساینس مانیتور در تاریخ۱۹۸۰/۴/۸:«بحران جدی میان ایران و عراق ممکن است خصومت میان بغداد و واشینگتن را تحت تأثیر قرار داده و خنثی کند.»[۴]
- واشینگتن پست در تاریخ۱۹۸۰/۴/۱۱: «این کشور (عراق) ظرف چند روز گذشته ۵۷۰۰ ایرانی را اخراج کرده و در نظر دارد ظرف یک یا حداکثر دو هفته دیگر ۲۰٬۰۰۰ نفر دیگر را نیز اخراج کند. آن موقع (زمان عقد قرارداد الجزایر) این محمدرضا پهلوی بود که در اوج قدرت قرار داشت و شرایط خود را به رژیم عراق که توانش را باخته بود دیکته کرد. حداد امروز می‌گوید: ما در آن زمان شرایط متفاوتی داشتیم. حداد اخطار کرد: در صورتی که جنگی جدی صورت بگیرد، درسی به نیروهای مسلح ایران خواهیم داد که هرگز فراموش نکنند.»[۵]
- نیویورک تایمز در تاریخ ۱۹۸۰/۴/۱۵:«از زمانی که ایران شاهنشاهی به ایران انقلابی تبدیل شده، نیروهای مسلحش به نیروهای بی انضباطی تبدیل شده‌اند. عراق از معدود کشورهای عربی است که از سلاح‌های دو بلوک شرق و غرب استفاده می‌کند. بر اساس یک تخمین تمامی هواپیماهای پیشرفته اف-۱۴ تام کت ایران زمین گیر شده‌اند و تنها نیمی از اف-۴ها و اف-۵های ایران قابل استفاده‌اند.»[۶]
- تایمز در تاریخ ۱۹۸۰/۴/۲۱: «یاسر عرفات رئیس سازمان آزادی‌بخش فلسطین (ساف) در ماه نوامبر گذشته از بغداد دیدار کرد تا عراق را متقاعد سازد که در صدد گرفتن جزایر سه‌گانه برنیاید. وی در این راستا با مقامات ریاض نیز دیدار کرده‌است.»[۷]
- الشرق الاوسط در تاریخ۱۹۸۰/۸/۶:«مجادلات در میان سیاستمداران فرانسه بالا گرفته‌است. علت این مجادلات تحویل ۷۲ کیلوگرم اورانیوم غنی شده با خلوص ۹۳٪ از سوی فرانسه در نیمه ژوئن گذشته به عراق می‌باشد.»
- تایمز در تاریخ ۱۹۸۰/۹/۱۵: «دولت تهران هیچ پاسخی به درخواست‌های عراق نداده‌است.»[۸]
- نیویورک تایمز در تاریخ۱۹۸۰/۹/۱۸:«منابع سیاسی غرب تخمین زده‌اند که ۵۰٬۰۰۰ سرباز عراقی، یعنی یک سوم قدرت نظامی این کشور در طول مرز ایران تجمع کرده‌اند.»[۹]
- فایننشال تایمز در تاریخ ۱۹۸۰/۹/۱۹: «عراق اعلام کرد که از این پس تمام کشتیهای عبوری در اروند رود می‌بایست پرچم عراق را حمل کنند و از دستورات مقامات این کشور تبعیت کنند.»
- آبزرور در تاریخ ۱۹۸۰/۹/۲۱: «اصلی‌ترین هدف صدام این است که ایران را به گونه‌ای تضعیف کند که این کشور نتواند انقلاب را در میان شیعیان جنوب عراق هدایت کند.»
- الشرق الاوسط در تاریخ ۱۹۸۰/۹/۲۱: «خبرگزاری عراق به نقل از شاذلی قلیبی، دبیرکل اتحادیه عرب، گزارش داد که وی از عراق در منازعه خود با ایران حمایت می‌کند.»
- تایمز در تاریخ ۱۹۸۰/۹/۲۵: «یک سخنگوی ارتش عراق: احترام ایران به حاکمیت عراق بر مناطق مرزی این کشور با ایران از جمله آبراه اروند رود و بازگرداندن سه جزیره ابوموسی، تنب بزرگ و تنب کوچک؛ احترام و شناسایی حاکمیت و حقوق مشروع عراق است.»[۱۰]
- گاردین در تاریخ ۱۹۸۰/۹/۲۶: «مراکش و موریتانی به جمع دیگر کشورهای عرب حامی عراق پیوستند.»[۱۱]

## در حین جنگ ایران و عراق
- ساندی تایمز در تاریخ ۱۹۸۰/۱۰/۲۶: «طرح اصلی عراق در تعرض علیه ایران شدیداً غلط از آب درآمد.»
- ورلد بیزینس در تاریخ ۱۹۸۰/۱۰/۶: «وقتی صدام حسین در ۱۶ سپتامبر اعلام کرد که عراق به‌طور یکجانبه تصمیم گرفته‌است قرارداد ۱۹۷۵ با ایران را پاره کند، مقامات تهران آن را به عنوان اعلام جنگ تلقی کردند.»
- الشّوون العربیه در تاریخ ۱۹۸۰/۱۰/۲: «محمد غزالی، نخست‌وزیر تونس در مصاحبه با کانال دوم تلویزیون فرانسه اظهار داشت که مسئولیت منازعه ایران و عراق به عهده ایران است.»[۱۲]
- المجله در تاریخ ۱۹۸۲/۵/۱: «منابع موثّق فرانسوی اظهار می‌کنند که اسرائیل از طریق یکی از بنادر فرانسه، توپ و مسلسل و تایر هواپیماهای فانتوم و موتور تانک به ایران تحویل داده‌است. بهای این معاملات در سوییس پرداخت شده‌است.»
- الدّستور در تاریخ ۱۹۸۲/۵/۳: «عراق مدعی شده بود که روابط ایران و اسرائیل در طول جنگ فراتر از کمکهای نظامی بوده و نیروهای عراقی توانسته‌اند کنسرو ماهی ساردین به نام کینریت که اسرائیل در دریاچه طبریا پرورش می‌دهد را یافت کنند.»
- فیگارو در تاریخ ۱۹۸۲/۵/۶: «چند سرباز ۱۴ ساله ایرانی توسط قوای عراق دستگیر شده‌اند. به گفته سربازان عراقی این نوجوانان اظهار داشته‌اند که آنها را به زور از کلاس‌های مدرسه خارج و به خطّ مقدم ارسال داشته‌اند.»
- فیگارو در تاریخ ۱۹۸۲/۵/۹: «در طی آزادسازی خرمشهر و عقب راندن نیروهای عراقی تا مرزهای بین‌المللی، خسارات و تلفات بسیار سنگینی به طرفین وارد آمده ولی ابتکار عمل هنوز دست ایرانیان است. نبرد همچنان ادامه دارد.»
- کریستین دووال در تاریخ ۱۹۸۲/۵/۱۳: «از دست دادن خونین‌شهر سنگین‌ترین ضربه‌ای بود که از شروع جنگ بر عراقی‌ها وارد آمد. ایران نیروهایش را آماده نفوذ به خاک عراق می‌کند.»
- لکوتیدین دوپاری در تاریخ ۱۹۸۲/۵/۲۵: «پیروزیهای چندماهه گذشته ایران، کشورهای میانه‌روی عرب را به وحشت انداخته‌است. آنها تصور می‌کنند پس از سقوط عراق نوبت به اشغال کشورهای خودشان توسط ایران است.»
- العربیه در تاریخ ۱۹۸۲/۶/۱۵: «مبارک به درخواست سعودی‌ها دو لشکر از ارتش خود را به عراق گسیل داشت.»
- نیویورک تایمز در تاریخ ۱۹۸۲/۶/۲۲: «پس از عقب راندن نیروهای عراقی از خرمشهر، صدام حسین خواستار آتش‌بس فوری میان دو کشور شد. آیت‌الله خمینی این آتش‌بس را رد کرد و چهار شرط برای آتش‌بس قرار داد:۱-آزادسازی قصر شیرین و عقب‌نشینی عراقیها تا مرزهای بین‌المللی ۲-پرداخت غرامت۱۵۰ میلیارد دلاری ۳-بازگشت شیعیان رانده‌شده از عراق ۴-برکناری و محاکمه صدام حسین.»[۱۳]

## پس از برقراری آتش‌بس
- واشینگتن پست در تاریخ ۱۹۹۰/۹/۹: «جاه‌طلبیهای دریایی صدام حسین که منجر به حمله ده سال قبل عراق به ایران و اشغال ماه گذشته خاک کویت شد نمی‌تواند با منافع آمریکا، ایران و کشورهای عرب حوزه خلیج فارس سر سازگاری داشته باشد. در سال ۱۹۸۰ صدام با حمله به ایران درصدد برآمد کنترل کامل شط‌العرب را در شمال خلیج فارس بدست آورد.»[۱۴]